# Петровичівська сільська рада (Мінська область)
Петровичівська сільська рада (біл. Пятровіцкі сельсавет) — колишня адміністративно-територіальна одиниця в складі Смолевицького району розташована в Мінській області Білорусі. Адміністративним центром було село — Петровичі.
Петровичівська сільська рада була розташована в центральній частині Білорусі, і в центрі Мінської області орієнтовне розташування — супутникові знімки, на південний захід від районного центру Смолевичів.
Рішенням Мінської обласної ради депутатів сільську раду було ліквідовано.

## Склад сільської ради
До складу сільради входили 19 населених пунктів:
- Березова Гора • Бикачено • Волма • Дехань • Загір'я • Задвір'я • Заріччя • Заямне • Зелений Лужок • Калита • Кулешівка • Лозовий Кущ • Лукове • Першемайське • Петровичі • Плющай • Самсонівка • Узбароги • Червоний Лужок.